# شینی جاردین
شینی جاردین (زادهٔ ۵ اوت ۱۹۷۰) یک وبلاگ نویس، مفسر رسانه‌های دیجیتال و روزنامه‌نگار فناوری اهل ایالات متحده آمریکا است. او به عنوان یکی از سردبیران سابق وبلاگ بویینگ بویینگ، یکی از فعالان سابق مجله وایرد و خبرنگار سابق برنامه رادیویی ان‌پی‌آر نیز شناخته می‌شود. او همچنین به عنوان مفسر مهمان در اخبار فناوری برای شبکه‌های تلویزیونی‌ای همچو پی‌بی‌اس، سی‌ان‌ان، فاکس نیوز، ام‌اس‌ان‌بی‌سی و ای‌بی‌سی نیوز کار کرده است.

## زندگی و حرفه
جاردین در تاریخ ۵ اوت سال ۱۹۷۰ در ریچموند ویرجینیا به دنیا آمد. پدرش، یک هنرمند به نام گلن بی هام جونیور بود که در اوت ۱۹۸۰ بر اثر بیماری اسکلروز جانبی آمیوتروفیک درگذشت. او در ۱۴ سالگی خانه را ترک کرد اما همچنان برای تحصیل در مدرسه ریچموند ماند. برادر او، کارل ام. هام، یک برگزار کننده و دی‌جی دیسکو مستقر در ریچموند، ویرجینیا است که با نام هنری «دی جی کارل هام» کارهای خود را اجرا می‌کند.
جاردین قبلاً گفته بود که نام «شینی جاردین» را به نام اصلی خود ترجیح می‌دهد. «شینی» مخفف «شنیفلورس» است و «جاردین» نیز یک کلمه اسپانیایی-فرانسوی به معنای «باغ» است. در ماه مه ۲۰۲۱، جاردین اظهار داشت که فردی که از او سوء استفاده جنسی کرده است، این نام را به او داده است و او اکنون به صورت قانونی این نام را بر روی خود گذاشته است.
قبل از اینکه روزنامه‌نگار شود، جاردین سردبیر سایت آژانس مسافرتی "تراول‌تراست" و سپس سرپرست بخش فناوری وب در شرکت لاتام و واتکینز بوده است و قبل از آن نیز مشغول کار در شرکت کوارتز بود.
حرفه او به عنوان یک روزنامه‌نگار در سال ۱۹۹۹ آغاز شد، زمانی که او با جیسون کالاکانیس در روزنامه محلی سیلیکون، ابتدا به عنوان یک سردبیر، و بعد به عنوان نایب رئیس شرکت مادر سیلیکون آلای در رایزینگ تاید در حال فعالیت بود. در سال ۲۰۰۱ او به عنوان نویسنده مستقل برای وایرد و چند مجلات دیگر مشغول به کار شد و در سال ۲۰۰۲ پس از اینکه مارک فراونفلدر با او در یک مهمانی ملاقات کرد و از او برای سردبیری مشترک دعوت کرد، همکاری در بویینگ بویینگ را به عنوان سردبیر آغاز کرد. جاردین برای نیویورک تایمز و لس آنجلس تایمز چندین مقاله نوشته است. او منبع اصلی مقاله‌ای در دی ایج بوده است که در مورد ارتباط فرهنگی مقالات ویکی‌پدیا صحبت می‌کند و منبع مقاله نیویورک تایمز است که در مورد نقش بویینگ بویینگ در ایجاد میم اینترنتی هیولای اسپاگتی پرنده بحث می‌کند.
جاردین در کارهای تلویزیونی و رادیویی نیز فعالیت دارد. در سال ۲۰۰۳، او شروع به مشارکت در بخش "Xeni Tech" برای برنامه روزانه ان‌پی‌آر کرد و به عنوان مهمان در پی‌بی‌اس نیز دعوت شد تا دربارهٔ تصمیم واشینگتن پست در حذف بخش نظرات خود صحبت کند، کاری که رسانه بوئینگ بوئینگ نیز انجام داده بود. او در سی‌ان‌ان، فاکس نیوز، ام‌اس‌ان‌بی‌سی و ای‌بی‌سی نیوز اجرا کرده است و در رادیو بی‌بی‌سی نیز در مورد کارهای خود در بویینگ بویینگ صحبت می‌کند. جاردین مجری و تهیه‌کننده سریال بویینگ بویینگ ویدئو است و برای این کار خود جایزه وبی را دریافت کرده است. بویینگ بویینگ ویدئو در ابتدا به‌طور انحصاری در پروازهای ویرجین آمریکا در سال ۲۰۰۷ به نمایش درآمد. جاردین در کنار موضوعات فناوری، عواقب و جنایات ناشی از جنگ داخلی گواتمالا را از سال ۲۰۰۷ در خبرهای خود پوشش داده است. در سال ۲۰۰۸، جاردین تهیه‌کننده یک سریال اینترنتی بود.

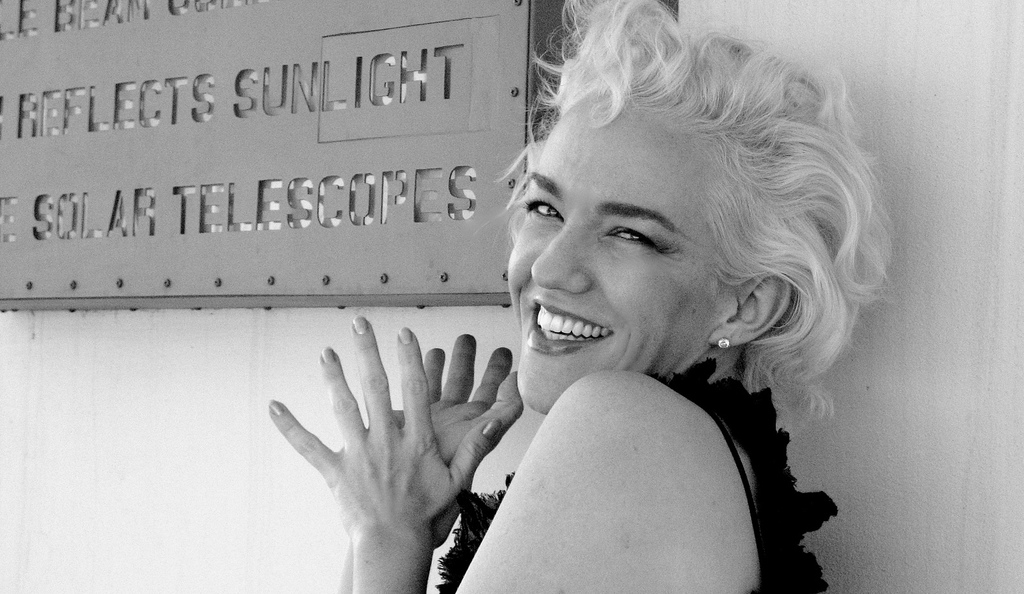
شینی در سال ۲۰۰۸

جنجال ژوئن ۲۰۰۸ بر سر حذف همه پست‌ها و پیوندهای مرتبط با وبلاگ‌نویس موضوعات جنسی، ویولت بلو، توسط جاردین از دید عموم، در پی اختلاف نظر منجر به بحث‌هایی دربارهٔ اخلاق و استانداردهای روزنامه‌نگاری و شفافیت رسانه‌ها شد.
در ۱ دسامبر ۲۰۱۱، او ماموگرافی خود را به صورت زنده در وبلاگ منتشر کرد که تشخیص مثبت سرطان سینه را نشان می‌داد. از زمان درمان و بهبودی، او به یک مدافع صریح لایحه حفاظت از بیمار و مراقبت مقرون‌به‌صرفه تبدیل شده است.
در سال ۲۰۱۲، جاردین به یکی از حامیان اولیه بنیاد آزادی مطبوعات تبدیل شد. در دسامبر ۲۰۱۶، پس از اختلاف با جولیان آسانژ در مورد روابط احتمالی بین ویکی لیکس و کمپین ترامپ، او به دلایل سلامتی از هیئت مدیره آن مجموعه استعفا داد. در فوریه ۲۰۲۱، جاردین بوینگ بوینگ را ترک کرد.
در سال ۲۰۱۹، جاردین در توییتر پس از ادعای این که نانسی پلوسی دونالد ترامپ را "دلقک" خطاب می‌کند، در توییتر پاسخ داد: "چه چیزی تو را از آن متمایز کرده است؟". همچنین توییت‌های او که ادعا می‌کرد جفری اپستین و گیسلین ماکسول هر دو همجنس‌گرا هستند با واکنش‌های رسانه‌ای قابل توجهی مواجه شد.